# Dossãos
Dossãos es una freguesia portuguesa del concelho de Vila Verde, con 3,94 km² de superficie y 511 habitantes (2001). Su densidad de población es de 129,7 hab/km².